# Banda 69
Banda 69 es una agrupación de rock chileno de los años 80, del período que se denominó el "boom del rock-pop chileno de los 80´s", liderado por Robert Rodríguez exintegrante de Los Prisioneros entre los años 1990-1992. 

## Historia
La Facultad de Artes de la Universidad de Chile se convirtió en un importante lugar de encuentro y conexiones para Robert Rodríguez, un joven peruano que arribó a Chile en su primera infancia, y que fue desarrollando una fuerte pasión por la música pop y rock británica. En este espacio universitario, entabló amistad con Jorge Silva y Waldo Castillo, quienes estaban dispuestos a acompañarlo en su sueño de formar una banda pop, en un momento en el que el término "pop" aún no era bien visto en el ámbito creativo chileno.
Fue allí también donde conoció a Jorge González, con quien compartía gustos musicales y visiones sobre la escena cultural de la época. Surgió una amistad instantánea entre ellos, y ambos impulsaron sus respectivas bandas casi al mismo tiempo. Tanto Los Prisioneros como Banda 69 se sumaron con determinación a la incipiente escena musical durante los años del gobierno de Pinochet. Esta historia se detalla minuciosamente en el libro "Las voces de los 80".
Aunque Banda 69 se presentaba con un estilo pop, ritmos diseñados para la pista de baile y estética new wave, sus letras llevaban una carga crítica, abordando temas como el abuso de poder, la ambición desmedida, la hipocresía política y la apatía juvenil que consideraban mal canalizada desde la izquierda. Robert Rodríguez expresaba su descontento con la actitud pasiva de la juventud de la época en una reflexión que resonaba con la postura de Los Prisioneros en "La voz de los 80".
En una entrevista con La Bicicleta, el redactor y luego cineasta, Cristián Galaz advertía que el trío componía «dentro de una onda medio retro y misteriosa, y sus canciones relatan historias completas, al más puro estilo comics. La Banda 69 parece estar creando profusamente desde las sombras del anonimato, y son de aquellos que se animan a dar sorpresas».
A lo largo de su corta carrera, Banda 69 enfrentó numerosos obstáculos debido a la falta de recursos y un manager que los guiara en su promoción. La mayoría de sus primeros ensayos y conciertos se realizaron con instrumentos prestados por Los Prisioneros. Jorge González, quien los elogiaba como el mejor grupo pop después del suyo, decidió producir el único álbum del grupo, aunque bajo seudónimos en los créditos. Aunque su álbum homónimo logró cierta presencia en la radio con canciones como "Fantasías sexuales" y "La espía que no me amó", el grupo no alcanzó el éxito esperado ya que no fue adecuadamente promovido ni publicitado, sin embargo logró acaparar un no menor número de seguidores.
A pesar de afirmar que nunca dejaron de trabajar, la carrera de Banda 69 se detuvo casi por completo después de 1989. Rodríguez se unió como bajista y tecladista a la gira de promoción de "Corazones" de Los Prisioneros, y más tarde formó parte de Jardín Secreto, el grupo liderado por Miguel Tapia y Cecilia Aguayo.
En 2007, tras residir en Francia durante tres años, Rodríguez anunció el retorno de Banda 69 junto a sus miembros originales, prometiendo nuevos conciertos y la grabación de un álbum. El resultado, titulado "Pasiones", se materializó en Chile tres años después. Sin embargo, este proyecto no logró establecer una dirección clara para la banda, a pesar de algunas presentaciones esporádicas en Francia y Chile. En 2016, realizaron una serie de conciertos bajo el nombre de "Gira nacional... El reencuentro". Hasta el año 2020, la banda mantuvo una actividad intermitente en vivo.
Después de algunas desavenencias entre Rodríguez y el resto de la formación original, a partir de 2024, Robert opta por reclutar nuevos músicos, con los cuales ha continuado tocando. Con energía, la agrupación ha revitalizado sus temas emblemáticos. Rodríguez como frontman, junto a Rob Karamazov en guitarra y coros, Jaime Macaya en bajo, Jero Acevedo en batería y Ricardo Ringler en teclados, hicieron su debut el 5 de abril de 2024 en el Bar Kilombo, en el barrio Brasil, a pasos de la Alameda, a pocas cuadras de la facultad donde todo empezó. Ante un público que coreó de principio a fin sus clásicos, la renovada banda demostró que su música sigue viva y vibrante. 

## Integrantes Originales
| Nombre           | Rol en la banda | Período                   |
| ---------------- | --------------- | ------------------------- |
| Robert Rodríguez | voz y guitarra  | 1985 - 1989 / desde 2007  |
| Jorge Silva      | batería         | 1985 - 1989 / 2007 - 2023 |
| Waldo Castillo   | bajo            | 1985 - 1988 / 2007 - 2023 |

## Integrantes Actuales[5]
| Nombre           | Rol en la banda  | Período                  |
| ---------------- | ---------------- | ------------------------ |
| Robert Rodríguez | voz y guitarra   | 1985 - 1989 / desde 2007 |
| Rob Karamazov    | guitarra y coros | desde 2024               |
| Jaime Macaya     | bajo y coros     | desde 2024               |
| Jero Acevedo     | batería          | desde 2024               |
| Ricardo Ringler  | Teclados y coros | desde 2024               |

## Otros Integrantes
| Nombre           | Rol en la banda | Período                   |
| ---------------- | --------------- | ------------------------- |
| Hugo Núñez       | bajo            | 1988 - 1989 / 2007 - 2023 |
| Christian Sagüez | bajo            | 2017 - 2023               |

## Discografía
| Álbum (año)     | Lista de canciones |
| --------------- | --- |
| Banda 69 (1988) | 1. El presidente 2. Romance 69 3. Continuar solo 4. Fantasías sexuales 5. Al son de nuestras penas 6. Dar para exigir 7. La espía que no me amó 8. Poder olvidar 9. Para un pueblo alegre 10. Hasta morir 11. Un tipo especial |
| Pasiones (2011) | 1. Pasiones prohibidas 2. Aceptar 3. Miserables 4. Mi entorno 5. Cantando 6. Necesito 7. Ser tu sombra 8. Aun 9. Ronnie Rogers 10. Muerte 11. Enamorado 12. Muerto 13. James Bond                                              |